# چرخ‌ریسک-سنگ‌چشم غربی
چرخ‌ریسک-سنگ‌چشم غربی (نام علمی: Falcunculus leucogaster) یک گونه پرنده در خانواده Falcunculidae است. این گونه به‌طور پراکنده در جنوب غربی استرالیا پخش می‌شود.